# Cełang Lhamo
Cełang Lhamo (tyb. ཚེ་དབང་ ལྷ་མོ་, Wylie [Tshe dbang lha mo]; zm. 1812) – tybetańska monarchini, władczyni królestwa Dege na przełomie XVIII i XIX wieku. Przez ok. 20 lat rządziła królestwem, początkowo jako regentka w imieniu małoletniego syna, ostatecznie wspólnie z nim. Podczas swoich rządów wspierała budowę klasztorów, rozszerzanie wpływów królestwa na północ, była także ważnym sojusznikiem tradycji Ningma, którą umacniała jako fundatorka pomników, klasztorów i wydań ważnych tekstów religijnych.
Początkowo w tekstach tybetologicznych, możliwe że pod wpływem dokumentów chińskiego dworu cesarskiego, Cełang Lhamo przedstawiana była jako uzurpatorka, która siłą odebrała własnemu synowi władzę i dopiero ludowe powstanie przywróciło porządek w państwie, choć zapoczątkowało trwający wiele dziesięcioleci okres zamętu. Taki opis pojawia się w, wydanym w 1947 i szeroko komentowanym, artykule na jej temat autorstwa Li An-Che. Podobny pogląd pojawia się u piszącego 20 lat później Josefa Kolmaša. W ostatnich latach, dzięki dostępności nowo odkrytych dokumentów, historycy Tybetu przedstawiają jej historię w sposób bardziej zniuansowany i mniej jednostronny. Jann Ronis uważa, że przyczyną jej upadku nie był konflikt klasowy, religijny czy walka o władzę z własnym synem, a raczej konflikt zewnętrzny i nieudana dla niej walka z interweniującymi wojskami dynastii Qing.
Cełang Lhamo jest jedną z niewielu kobiet w historii Tybetu, które dzierżyły władzę państwową, a o których zachowały się przekazy z epoki. Jest również jedną z najlepiej opisanych w literaturze Zachodu Tybetanek. Podstawowymi dokumentami źródłowymi opisującymi życie i losy Cełang Lhamo są Królewskie genealogie królestwa Dege, skompilowane i wydane staraniem jej syna w 1828, oraz dzieła tybetańskiego uczonego Gece Mahapandity, wieloletniego kapelana królowej, których większość stała się dostępna dla zachodniej tybetologii dopiero w roku 2000.

## Biogram

### Początki
Rodzina panująca w Dege wywodziła się z drobnoszlacheckiej rodziny, która w XIII wieku wyemigrowała z południowego Tybetu w rejon Kham. W latach 30. XVII wieku sześciu książąt z tej linii dokonało podboju sąsiednich księstw, a w dekadę później ich domenę powiększyło duże nadanie ziemskie przyznane przez dwór V Dalajlamy. Tym samym ród książąt Dege zdobył dominującą pozycję w regionie. Tytularnym założycielem dynastii został, zmarły ok. 1660, Jampa Püntsok, który łączył obowiązki dowódcy wojskowego, księcia i mnicha buddyjskiego, opata królewskiego klasztoru. W ciągu kolejnych trzech stuleci domena powiększyła się niemal dwukrotnie, a Derge, stolica księstwa, stała się znana dzięki ufundowanej przez władców drukarni oraz kilku klasztorom buddyjskim. Za rządów piątego króla, Tenpy Ceringa, dynastia uległa zlaicyzowaniu, jednak jego dwaj synowie przywrócili tradycję władców jako królów-mnichów używających tytułu sakjong – obrońca ziemi. W 1772 roku zmarł król Lodrö Gjatso, teść przyszłej królowej. Jego jedyny syn i następca tronu Sałang Zangpo miał zaledwie 7 lat, wobec czego władzę w imieniu przyszłego sakjonga sprawowała przez około dekadę jego ciotka, mniszka Jangczen Drolma. Jako że w chwili jej śmierci w latach 80. książę wydawał się również chronicznie chory, mnisi zdecydowali o szybkim ożenku.
W 1783 na żonę wybrano mu Cełang Lhamo, księżniczkę z możnego rodu z Gardże na południu królestwa. Trzy lata później para doczekała się syna, a po roku także córki (kolejny syn i córka nie przeżyli dzieciństwa). W 1788 para wyruszyła w misję religijno-dyplomatyczną do Lhasy. Ostatecznie w 1790 roku król Lodro Gjatso zachorował i zmarł. Jako że książę następca tronu Cełang Dordże Rindzin miał zaledwie cztery lata, władzę w jego imieniu przejęła matka.

### Regencja

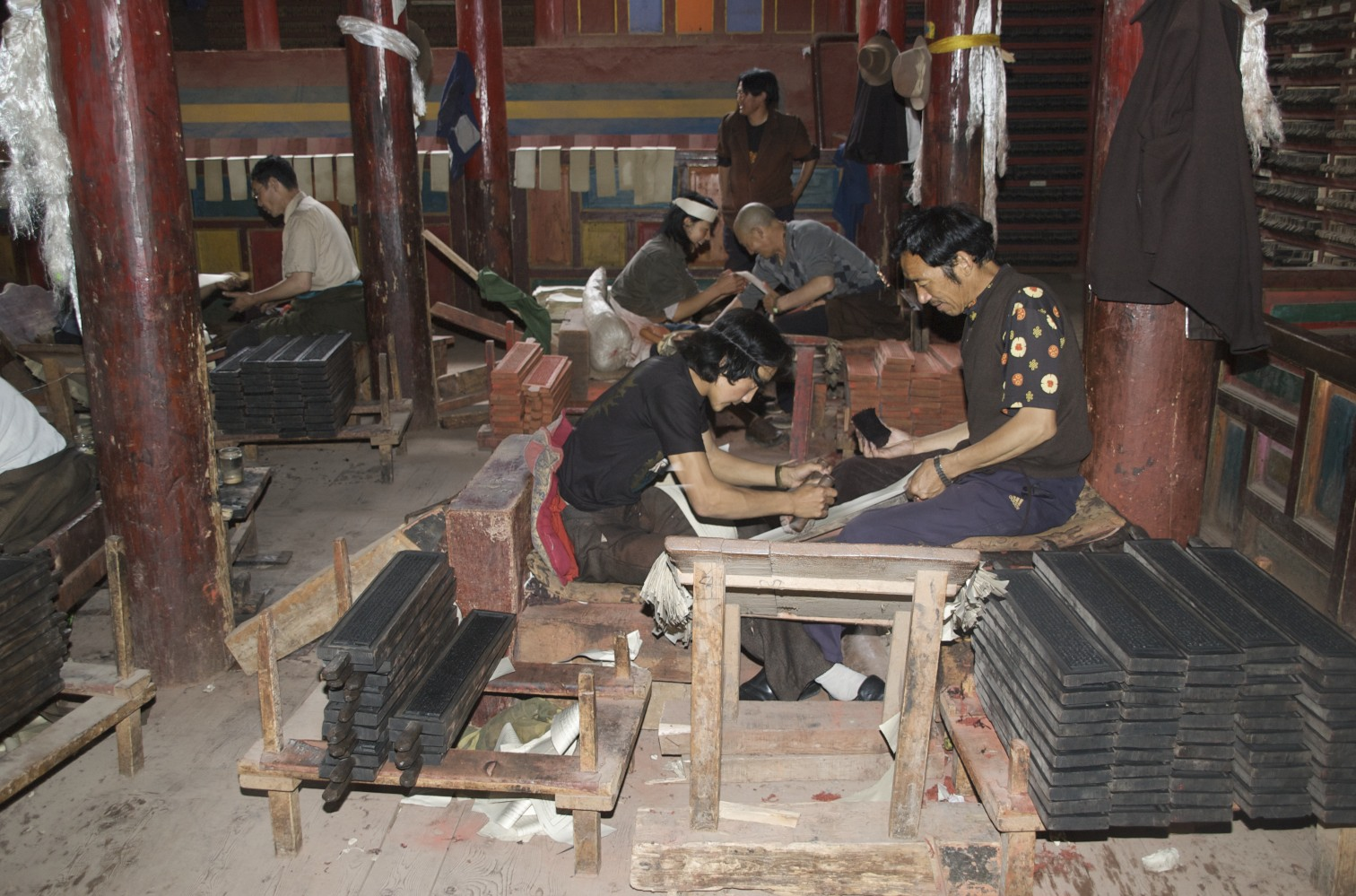
Tybetańska drukarnia w Derge działa do dzisiaj, a książki w niej nadal drukuje się metodami używanymi w czasach Cełang Lhamo.

Jako samodzielny władca Cełang Lhamo wspierała tradycję Ningma fundując m.in. druk znaczących tekstów buddyjskich tej tradycji oraz szkolenia mnichów z ważnych klasztorów. Głównym redaktorem tych tekstów, a także późniejszym biografem królowej, został tybetański uczony Gece Mahapandita. Pierwsze kilka lat rządów upłynęło w spokoju, jednak w 1796 nie udało się załagodzić zatargu z królestwem Ling, sąsiadem Dege z północy. Wojna spustoszyła pogranicze, a ostatecznie w konflikt włączyły się wojska cesarza Chin z dynastii Qing. Możliwe także, że w tym czasie w stolicy nasilił się konflikt między wyznawcami tradycji Ningma a wspieraną przez wielu lokalnych możnych tradycją Sakja, choć nie jest jasne na ile był to zaogniony konflikt i raczej mało prawdopodobne, by przybrał rozmiary rebelii, o jakiej piszą dawniejsi autorzy.
W 1797 Gece Mahapandita wydał drukiem kolejną część Zebranych Tantr Ningma, w których przyrównywał królową do żeńskiej inkarnacji Buddy Tara oraz Padmasambhawy, a także pisał o niej używając tytułu „królowa [wszystkich] ludzi”, co może oznaczać, że traktowana była jako samodzielna monarchini, a nie regentka w imieniu syna.
Zgodnie z publikacjami Li An-Che i Kolmaša rządy Cełang Lhamo miały skończyć się w 1798 inwestyturą jej syna, jednak z dostępnej współcześnie dokumentacji wynika, że trwały dużo dłużej. W Królewskich genealogiach Cełang Dordże Rindzin przyznaje, że insygnia od cesarza Chin otrzymał w 1806, a rządy polityczne i religijne rozpoczął w 1808. Możliwe wszakże, że w tym okresie Cełang Lhamo rządziła wspólnie z synem, z kolei Autobiografia Gece Mahapandity opisuje ją jako samodzielną władczynię jeszcze w 1801.
W 1801 do stolicy królestwa przyjechał Do Drupczen, uczeń zmarłego krótko wcześniej Dżikme Lingpa, guru czczonego m.in. przez królową. Wedle niepotwierdzonych plotek Do Drupczen i królową miał łączyć romans, a plotki o tym przyczyniły się do zaostrzenia konfliktu między frakcją królowej na dworze a stronnikami tradycji Sankja.

### Upadek i śmierć
W 1806 nastąpił kolejny kryzys w czasie rządów Cełang Lhamo. Już kilka lat wcześniej próbowała ona rozszerzyć strefę swoich wpływów na północ, w stronę dzisiejszej prefektury Yushu. Spotkało się to z oporem nomadycznych ludów z regionu Golok. Inwazję nomadów udało się odeprzeć dzięki wsparciu plemienia Kharnang Coła, jednak już kilka lat później relacje między królestwem Cełang Lhamo a jego nowymi sojusznikami popsuły się i przerodziły w wojnę, którą zakończyła dopiero interwencja wojsk cesarza Chin. Interwencja zakończyła się klęską militarną i polityczną Cełang Lhamo i najprawdopodobniej była bezpośrednią przyczyną jej konfliktu z rządem, który doprowadził ostatecznie do jej obalenia i przekazania pełni władzy jej synowi. Niezależnie od tego, nowo intronizowany król pozostał w dobrych relacjach z matką, która początkowo mieszkała w jednym z pałaców w stolicy, a następnie przeniosła się do pałacu w Wonto, gdzie spędzała czas na rozmowach religijnych.
Cełang Lhamo zachorowała poważnie w 1812 roku. Do jej pałacu wezwano Gece Mahapanditę, jednak trwające miesiąc rytuały uzdrowienia nie przyniosły efektu i królowa zmarła po kolejnym miesiącu albo dwóch. Nie jest jasne czy, ani gdzie wybudowano stupę dla uczczenia jej pamięci.